# دوار الشمس النطلي
دوار الشمس النطلي نوع نباتي يتبع جنس دوار الشمس من الفصيلة النجمية. سمي تكريمًا لعالم النبات توماس نطل (بالإنجليزية: Thomas Nuttall)‏.

## البيئة والانتشار
ينتشر في جنوب كندا وشمال وغرب الولايات المتحدة.